# ゴールデン☆アイドル 麻丘めぐみ
『ゴールデン☆アイドル 麻丘めぐみ』（ゴールデン☆アイドル あさおかめぐみ）は、麻丘めぐみのベスト・アルバム。2014年8月27日発売。発売元はJVCケンウッド・ビクターエンタテインメント（以下ビクターエンタテインメント）。規格品番はVICL-70119/20。完全生産限定盤である。

## 解説
CD帯のコピー：SHM-CDで甦る!1972年「芽ばえ」〜77年「ねえ」全シングル19枚 AB面収録!
1970年代に麻丘めぐみが単独名義で発表したシングルレコード全19枚のA面・B面曲を網羅した、CD2枚組のシングル・コレクションである。
発売に際し、音源に対してデジタル・リマスタリングが施された。また、CD規格は「高品質CD」とされるSHM-CD仕様である。CDパッケージはシングルレコード・サイズの見開きダブル紙ジャケットであり、当時封入されたレコードジャケット写真の表面や歌詞記載の裏面などを収めた複製ブックレットが付属している。
収録内容の内訳は、ディスク1が1972年の1枚目「芽ばえ」から1974年の10枚目「雪の中の二人」まで計20曲、ディスク2は1975年の11枚目「水色のページ」から1977年の19枚目「ねえ」までの計18曲である。なお、2003年11月21日に発売された4枚組CD-BOX『麻丘めぐみBOX 72-77』（VICL-61241/4）や、2009年1月21日に発売された『GOLDEN☆BEST 麻丘めぐみ』（VICL-63214/5）のディスク1、ディスク2と収録内容は同等である。
当企画『ゴールデン☆アイドル』はビクターエンタテインメントのほか、ソニー・ミュージックダイレクト（現：ソニー・ミュージックレーベルズ）、日本コロムビア、ユニバーサル ミュージック ジャパン、ポニーキャニオンの5社合同企画として始まった（本CD発売日時点）。なお、ビクターから発売された作品の第一弾歌手であり、ほかに同社からは石野真子が同時発売されている。

## 収録曲

### Disc 1
1. 芽ばえ（3分22秒） 
  - 作詞: 千家和也、作曲: 筒美京平、編曲: 高田弘
2. 素晴らしき16才（2分33秒） 
  - 作詞: 千家和也、作曲: 筒美京平、編曲: 高田弘
3. 悲しみよこんにちは（3分42秒） 
  - 作詞: 千家和也、作曲: 筒美京平、編曲: 高田弘
4. もしかしたら（2分28秒） 
  - 作詞: 千家和也、作曲: 筒美京平、編曲: 高田弘
5. 女の子なんだもん（2分46秒） 
  - 作詞: 千家和也、作曲・編曲: 筒美京平
6. 見果てぬ夢（3分9秒） 
  - 作詞: 千家和也、作曲・編曲: 筒美京平
7. 森を駈ける恋人たち（2分49秒） 
  - 作詞: 山上路夫、作曲・編曲: 筒美京平
8. そよ風のテラス（3分17秒） 
  - 作詞: 山上路夫、作曲・編曲: 高田弘
9. わたしの彼は左きき（3分5秒） 
  - 作詞: 千家和也、作曲・編曲: 筒美京平
10. ひとりの私（2分41秒） 
  - 作詞: 千家和也、作曲: 筒美京平、編曲: 高田弘
11. アルプスの少女（3分22秒） 
  - 作詞: 千家和也、作曲・編曲: 筒美京平
12. ヘイ・ミスター（2分53秒） 
  - 作詞: 千家和也、作曲: 筒美京平、編曲: 高田弘
13. ときめき（2分55秒） 
  - 作詞: 千家和也、作曲・編曲: 筒美京平
14. グッド・バイ（3分14秒） 
  - 作詞: 千家和也、作曲: 筒美京平、編曲: 穂口雄右
15. 白い部屋（2分51秒） 
  - 作詞: 千家和也、作曲・編曲: 筒美京平
16. ウェディング・ドレス（3分6秒） 
  - 作詞: 千家和也、作曲: 筒美京平、編曲: 高田弘
17. 悲しみのシーズン（3分18秒） 
  - 作詞: 千家和也、作曲: 筒美京平、編曲: あかのたちお
18. ひまわりの花（3分13秒） 
  - 作詞: 千家和也、作曲・編曲: 筒美京平
19. 雪の中の二人（3分53秒） 
  - 作詞: 千家和也、作曲・編曲: 馬飼野康二
20. 恋にゆれて（3分9秒） 
  - 作詞: 橋本淳、作曲・編曲: 馬飼野康二

### Disc 2
1. 水色のページ（3分10秒） 
  - 作詞: 山上路夫、作曲: 浜圭介、編曲: 馬飼野俊一
2. 風邪をひいた彼（3分8秒） 
  - 作詞: 山上路夫、作曲: 浜圭介、編曲: 馬飼野俊一
3. 恋のあやとり（3分6秒） 
  - 作詞: 岡田冨美子、作曲: 浜圭介、編曲: 竜崎孝路
4. すみれの便箋（3分11秒） 
  - 作詞: 岡田冨美子、作曲: 浜圭介、編曲: 馬飼野俊一
5. 美しく燃えながら（3分12秒） 
  - 作詞: さいとう大三、作曲・編曲: 馬飼野俊一
6. 夏の終りに来た手紙（2分50秒） 
  - 作詞: さいとう大三、作曲・編曲: 馬飼野俊一
7. 白い微笑（3分1秒） 
  - 作詞: さいとう大三、作曲・編曲: 馬飼野俊一
8. 青いコーヒー・カップ（2分59秒） 
  - 作詞: さいとう大三、作曲・編曲: 馬飼野俊一
9. 卒業（3分1秒） 
  - 作詞: 山川啓介、作曲: 井上忠夫、編曲: 馬飼野俊一
10. 20才（3分22秒） 
  - 作詞: 山川啓介、作曲: 井上忠夫、編曲: 乾祐樹
11. 夏八景（3分34秒） 
  - 作詞: 阿久悠、作曲・編曲: 筒美京平
12. 黄昏のテラス（3分7秒） 
  - 作詞: 阿久悠、作曲: 筒美京平、編曲: 筒美京平・萩田光雄
13. 夜霧の出来事（3分27秒） 
  - 作詞: 吉田健美、作曲: 響わたる、編曲: あかのたちお
14. 風暦（3分29秒） 
  - 作詞: 吉田健美、作曲: 杉本真人、編曲: 川上了
15. 銀世界（3分37秒） 
  - 作詞: 橋本淳、作曲: 都倉俊一、編曲: 馬飼野康二
16. 映画のあとで（3分28秒） 
  - 作詞: 橋本淳、作曲: 都倉俊一、編曲: 馬飼野康二
17. ねえ（3分9秒） 
  - 作詞: 喜多条忠、作曲・編曲: 川口真
18. 原宿グラフィティ（2分59秒） 
  - 作詞: 喜多条忠、作曲・編曲: 川口真